# Comisión del Mercado de las Telecomunicaciones
La Comisión del Mercado de las Telecomunicaciones (CMT) era la Autoridad Nacional de Regulación (ANR) del sector de las telecomunicaciones en España. Fue creada en 1996, durante el proceso de liberalización del sector de las telecomunicaciones, como Organismo Público regulador independiente de los mercados nacionales de comunicaciones electrónicas. Su sede se encuentra actualmente en Barcelona.
Tiene varios objetivos principales:
- Establecimiento y supervisión de las obligaciones específicas que hayan de cumplir los operadores del mercado de las telecomunicaciones.
- Fomento de la competencia en los mercados de los servicios audiovisuales, conforme a lo previsto por su normativa reguladora.
- Resolución de los conflictos entre operadores.
- Ejercicio como órgano arbitral de las controversias entre los operadores.

En 2013, la CMT se integró en la Comisión Nacional de los Mercados y la Competencia (CNMC).

## Historia
Las funciones inicialmente atribuidas a la entidad se originaron gracias al Real Decreto-Ley 6/1996 de 7 de junio, que fue convalidado mediante la Ley 12/1997 de 24 de abril. Esta ley fue derogada al entrar en vigor la vigente Ley 32/2003 de 3 de noviembre, en cuyo artículo 48 se establece el régimen jurídico, patrimonial y presupuestario de la Comisión.
Así, la Comisión del Mercado de las Telecomunicaciones es un Organismo Público dotado de personalidad jurídica y plena capacidad pública y privada así como de patrimonio propio, independiente del patrimonio del Estado (artículos 48.1 y 48.13 de la Ley 32/2003, respectivamente). 

## Regulación
La entidad se rige por el Reglamento de la Comisión del Mercado de las Telecomunicaciones, promulgado en desarrollo de la Ley 32/2003 y aprobado por el Real Decreto 1994/1996 de 6 de septiembre, y el Reglamento de Régimen Interior, cuyo texto quedó aprobado por el Consejo de la Comisión en diciembre de 2007. Sus actuaciones se rigen por la Ley 39/2015, de 1 de octubre, del procedimiento administrativo común de las administraciones públicas y la Ley 40/2015, de 1 de octubre, de régimen jurídico del sector público.

## Financiación
En cuanto a la financiación, los recursos de la Comisión provienen, en su mayor parte, de los ingresos obtenidos por la liquidación de tasas que derivan de las actividades de prestación de servicios en materia de telecomunicaciones, así como por el rendimiento de sus recursos propios.  Estos servicios se refieren fundamentalmente a los siguientes conceptos:
- Tasa general de operadores que exploten redes o presten servicios de comunicaciones electrónicas.
- Tasas de numeración.

## Funciones
La CMT ejerce las siguientes funciones conforme al artículo 48 de la citada Ley 32/2003:
- Función arbitral entre operadores ante los conflictos que puedan surgir.
- Control del cumplimiento de las obligaciones de servicio universal.
- Asignación de numeración a los operadores.
- Adopción de medidas para asegurar la libre competencia.
- Fijación de los precios regulados.
- Fijación de los precios máximos de interconexión a las redes públicas.
- Ejercicio de la potestad sancionadora.
- Análisis y definición de mercados.
- Coordinación de sus funciones con la Comisión Nacional de la Competencia.

## Organización interna
Departamentos
Consejo: Órgano encargado de la toma de decisiones. Está formado por 7 miembros: el presidente, el vicepresidente y cinco consejeros. El Secretario de la Comisión tiene voz pero no voto.
Gabinete: El Gabinete del Presidente es el área que se encarga de las relaciones externas de la Comisión del Mercado de las Telecomunicaciones, tanto a nivel institucional como con los agentes del sector y con los medios de comunicación.
Internacional: La Dirección de Internacional promociona y coordina la presencia de la Comisión en foros internacionales, así como el mantenimiento de relaciones de información y colaboración con las instituciones comunitarias e internacionales.
Asesoría Jurídica: La Dirección de Asesoría Jurídica es la encargada de prestar apoyo jurídico a todas las actividades de la Comisión, en particular al Secretario, y ejercer la defensa del Organismo ante los Tribunales de Justicia.
Administración: La Dirección de Administración gestiona los recursos materiales (recaudación de tasas y cánones, contabilidad y gestión financiera, elaboración y gestión de presupuestos de esta Comisión, contratación, compras y adquisición de material y servicios), así como los recursos humanos de la organización (contratación laboral y política de formación del personal de esta Comisión). De igual forma, gestiona el Registro General de la Comisión.
Instrucción: La Dirección General de Instrucción dirige la actividad regulatoria de la Comisión del Mercado de las Telecomunicaciones en el sector, mediante la coordinación y supervisión de la actividad de las Direcciones Técnica, de Regulación de Operadores, y de Análisis Económicos y Mercados.
Recursos y Servicios: La Dirección General de Recursos y Servicios dirige las actividades de información y de asistencia a la actividad de la Comisión del Mercado de las Telecomunicaciones, mediante la coordinación y supervisión de la actividad de las Direcciones de Sistemas de Información, de Estudios, Estadísticas y Recursos Documentales, y de Servicios y Relaciones con los Usuarios.